# Modalsatz
Als Modalsatz bezeichnet man in der deutschen Grammatik einen Nebensatz, der Angaben enthält wie etwa zu der Art und Weise, wie ein Ereignis herbeigeführt wird, oder den Begleitumständen einer Handlung, und ähnlichem. Der in der Bezeichnung enthaltene Wortteil „modal“ steht hier für Modus im Sinne etwa von „Verfahrensweise“, genauso wie in dem Begriff Modaladverb bzw. Modaladverbial – bezieht sich also hier nicht auf „Modalität“ im Sinne von Möglichkeit und Notwendigkeit so wie in dem Ausdruck „Modalverb“.
Beim Modalsatz handelt sich somit um einen Nebensatz, der die Funktion eines Modaladverbials hat und daher in die allgemeinere Kategorie der Adverbialsätze fällt.

## Grammatische Form der Modalsätze
Die grammatischen Haupttypen sind zum einen Nebensätze, die mit der Konjunktion indem eingeleitet werden, Beispiele:
- Man schaltet das Gebläse an, indem man auf diesen Knopf drückt
- Man kann Probleme nicht lösen, indem man sie verschweigt.

Zum anderen gibt es Sätze, die mit wie eingeleitet werden und in ähnlicher Funktion auch als Relativsätze vorkommen; es handelt sich somit um freie Relativsätze:
- Sie bereiten den Rotkohl zu, wie es sich gehört.

(Vgl.: die Art, wie sie ihn zubereiten)
Eine weitere häufige Form von Modalsatz besteht darin, dass ein Nebensatz an eine Präposition angeschlossen wird; dies können Kombinationen aus Präposition und Konjunktion sein, die beide den Nebensatz einleiten, wie im ersten Beispiel unten (ohne dass; ähnlich: als ob, jedoch zählt als nicht als Präposition). Ein ähnlicher Fall sind Präpositionalausdrücke im Satzinneren, auf die ein ausgelagerter dass-Satz sich bezieht (wie im dritten Beispiel unten: dadurch ... dass).
- Das Kind lief auf die Straße, ohne dass es auf den Verkehr achtete.
- Er fährt, als ob er betrunken wäre.
- Man kann Probleme nicht dadurch lösen, dass man sie verschweigt.

## Unterteilung nach der Bedeutung
Die hier so genannte „modale“ Modifikation ist allgemein einer der Haupttypen von adverbialer Bestimmung (ein Modaladverbial); die Bedeutungen der Modalsätze lassen sich aber noch in folgender Weise feiner unterteilen:

### Instrument und Methode
Der modale Nebensatz mit indem führt eine eigene Situation ein, die oft eine Methode beschreibt, mit der die im Hauptsatz beschriebene Situation zustande gebracht wird; siehe hierzu bereits die Beispiele im ersten Abschnitt. Daneben kann ein indem-Satz eine konkrete Instanz einer im Hauptsatz zunächst abstrakt beschriebenen Handlung nennen:
- Der Präsident reagierte, indem er die Grenztruppen in Alarmbereitschaft versetzte.

### Art und Weise
Die Art und Weise einer Handlung wird im Deutschen am häufigsten durch adverbiell verwendete Adjektive angegeben, seltener durch Nebensätze; wenn doch, können mit wie eingeleitete Sätze benutzt werden. Das nachfolgende Beispiel zeigt zusätzlich auch die Gleichwertigkeit zur Art-und-Weise-Modifikation mit adverbiellen Adjektiven (locker und gelöst):
- Er unterhielt sich mit den Leuten, wie er es von früher her gewohnt war, nämlich ganz locker und gelöst.

Eine weitere Möglichkeit, eine Art und Weise anzugeben, bilden hypothetische Vergleichssätze mit als ob. Sie führen eine Situation ein, die nicht real oder zumindest nicht sicher vorliegt, die aber mit einer besonderen Art und Weise des Handelns korreliert, die für den Hauptsatz angedeutet wird:
- Er fährt, als ob er betrunken wäre.

In allen genannten Fällen erkennt man die Modifikation der Art und Weise daran, dass im Hauptsatz das Wort so als Korrelat gesetzt werden kann, das vom Nebensatz aufgegriffen wird:
- Er unterhielt sich so mit den Leuten, wie er es gewohnt war.
- Er fährt so, als ob er betrunken wäre.

### Vergleich
Aufgrund der grammatischen Ähnlichkeit werden manchmal nicht nur Art-und-Weise-Sätze mit wie, sondern zusätzlich alle Vergleichssätze, die mit wie oder als eingeleitet werden, unter die Kategorie Modalsatz gefasst (sowie u. U. auch je...desto oder mehr ...als).

### Begleitumstände und fehlende Begleitumstände
Zu Modaladverbialen allgemein werden auch Angaben von Begleitumständen gezählt, ein Beispiel in Form eines Nebensatzes wäre folgender weiterführender Relativsatz (der auch als „Komitativsatz“ bezeichnet wird):
- Er fuhr durch ganz Europa, wobei er unterwegs zahlreiche Bekannte aufsuchte.

Derartige Sätze werden in Darstellungen von Adverbialsätzen jedoch selten berücksichtigt. Eher üblich ist die Erwähnung von Sätzen, die fehlende Begleitumstände angeben, wie die ersten beiden Beispiele hier unten, oder sogar „stellvertretende Begleitumstände“, wie das dritte Beispiel:
- Ohne dass jemand den Schalter angerührt hatte, ging das Licht an.
- Ohne ein Geräusch zu machen, schlichen sie aus dem Zimmer.
- Er schläft den ganzen Tag, (an)statt dass er arbeitet. / ...anstatt zu arbeiten.

Das letzte Beispiel entspricht einer relativ weiten Deutung des Begriffs „Modalsatz“ und wird in anderen Darstellungen stattdessen als Adversativsatz klassifiziert.